# 1060 Magnolia
Az 1060 Magnolia (korábbi nevén 1925 PA) a Naprendszer kisbolygóövében található aszteroida. Karl Wilhelm Reinmuth fedezte fel 1925. augusztus 13-án.
Nevét a liliomfáról (Magnolia) kapta.

## Kapcsolódó szócikk
- Kisbolygók listája